# Детонационная стойкость топлив
Детонационная стойкость — параметр, характеризующий способность топлива противостоять самовоспламенению при сжатии. Это важнейшая количественная характеристика топлива, на основе которой определяется его сортность и применимость в двигателях той или иной конструкции.

## Детонационная стойкость бензинов
Для легкотопливных двигателей важна высокая детонационная стойкость топлива (как правило, бензина).
В данном случае она измеряется параметром, называемым «октановое число».
Высокая детонационная стойкость бензинов обеспечивает их нормальное сгорание на всех режимах эксплуатации двигателя. При сжатии рабочей смеси температура и давление повышаются и начинается окисление углеводородов, которое интенсифицируется после воспламенения смеси. Если углеводороды несгоревшей части топлива обладают недостаточной стойкостью к окислению, начинается интенсивное накапливание перекисных соединений, а затем — их взрывной распад. При высокой концентрации перекисных соединений происходит тепловой взрыв, который вызывает самовоспламенение топлива.
Самовоспламенение части рабочей смеси перед фронтом пламени приводит к взрывному горению оставшейся части топлива — к так называемому «детонационному сгоранию», «детонации». Детонация вызывает перегрев, повышенный износ или даже местные разрушения двигателя и сопровождается резким характерным звуком, падением мощности, увеличением дымности выхлопа. На возникновение детонации оказывают влияние состав применяемого бензина и конструктивные особенности двигателя.

## Детонационная стойкость дизельных топлив
Для дизельных двигателей, работающих за счёт самовоспламенения рабочей смеси от сжатия, детонационная стойкость топлива должна наоборот быть достаточно низкой, чтобы обеспечить нормальный рабочий цикл.
Способность топлива воспламеняться при сжатии определяет период задержки воспламенения смеси (промежуток времени от впрыска топлива в цилиндр до начала его горения) и выражается характеристикой, обозначаемой как «цетановое число». Чем выше цетановое число, тем меньше задержка, и тем более спокойно и плавно горит топливная смесь.